# Hanseatische Flugzeugwerke
Hanseatische Flugzeugwerke Karl Caspar AG var en tysk flygplanstillverkare under första världskriget.
Företaget bildades som Zentrale fur Aviatik i Hamburg-Fuhlsbüttel under hösten 1911 för att tillverka Etrich RumplerTaube flygplan till tyska försvaret. Under 1913 bytte företaget namn till Hansa-Flugzeugwerke. Strax före första världskrigets utbrott gick man samman med Brandenburgische Flugzeugwerke och Igo Etrich, i samband med sammanslagningen bytte man namn till Hansa-Brandenburg Flugzeugwerken GMBH. Under 1916 bröt man upp partnerskapet och fabriken i Hamburg bytte namn till Hanseatische Flugzeugwerke Karl Caspar AG. Företagets produktion under de närmaste åren blev licenstillverkning av andra företags konstruktioner. Hösten 1918 visade företaget upp en egen tvåmotorig prototyp till ett jaktflygplan. För att klara större beställningar övertog man strax före krigsslutet Fokkers fabriksanläggningar i Travemünde dit man även flyttade verksamheten från Hamburg. 1921 ombildades företaget till Caspar Werke AG. 